# Dendromus
A Dendromus az emlősök (Mammalia) osztályának a rágcsálók (Rodentia) rendjébe, ezen belül a madagaszkáriegér-félék (Nesomyidae) családjába tartozó nem.

## Rendszerezés
A nembe az alábbi 12 faj tartozik:
- Dendromus insignis Thomas, 1903
- Dendromus kahuziensis Dieterlen, 1969
- Dendromus leucostomus Monard, 1933
- háromcsíkos kúszóegér (Dendromus lovati) de Winton, 1900
- szürke kúszóegér (Dendromus melanotis) Smith, 1834
- nagy kúszóegér (Dendromus mesomelas) Brants, 1827 - típusfaj
- Dendromus messorius Thomas, 1903
- barna kúszóegér (Dendromus mystacalis) Heuglin, 1863
- Dendromus nyasae Thomas, 1916
- Dendromus nyikae Wroughton, 1909
- Dendromus oreas Osgood, 1936
- Dendromus vernayi Hill & Carter, 1937